# Prímás
El Prímás (húngaro, del latín primus, el primero) es el solista y líder de una banda gitana húngara como virtuoso del violín. El prímás se encarga de organizar las actuaciones y de comunicarse con el público. Se le responsabiliza del éxito o del fracaso. Si está cualificado, goza de una gran reputación.
Prímás famosos fueron János Bihari, János Lavotta, Mark Rózsavölgy, Panna Czinka (la única mujer), Grigoraș Dinicu (Rumanía), Imre Magyari, Lászlo Berki, Lajos Boros. Una famosa dinastía húngara de Prímás es la familia Lakatos, con Flóris Lakatos, Sándor Lakatos (1924-1994), Sándor Déki Lakatos (1942-2011) y Roby Lakatos (nacido en 1965).
En los conjuntos de cuerda tradicionales húngaros, así como eslovacos y checos, que interpretan canciones folclóricas para acompañar bailes, el primer violinista, cuyo instrumento se llama prím, toca la melodía. El segundo violinista (en Eslovaquia sekund o pomocný primáš, "prím auxiliar") apoya la melodía con un acompañamiento armónico. El músico que añade acordes en su instrumento de cuerda tiene la función de kontráš o bračista (violista). En las bandas gitanas húngaras, el tercer violín (kontra) prefiere tocar intervalos con dobles registros en las cuerdas re y sol.